# Groupe BMR
 (août 2011).
Pour les articles homonymes, voir BMR.
Les magasins affiliés au Groupe BMR sont des magasins canadiens spécialisés dans la distribution et la vente de produits de rénovation et de quincaillerie.

## Description

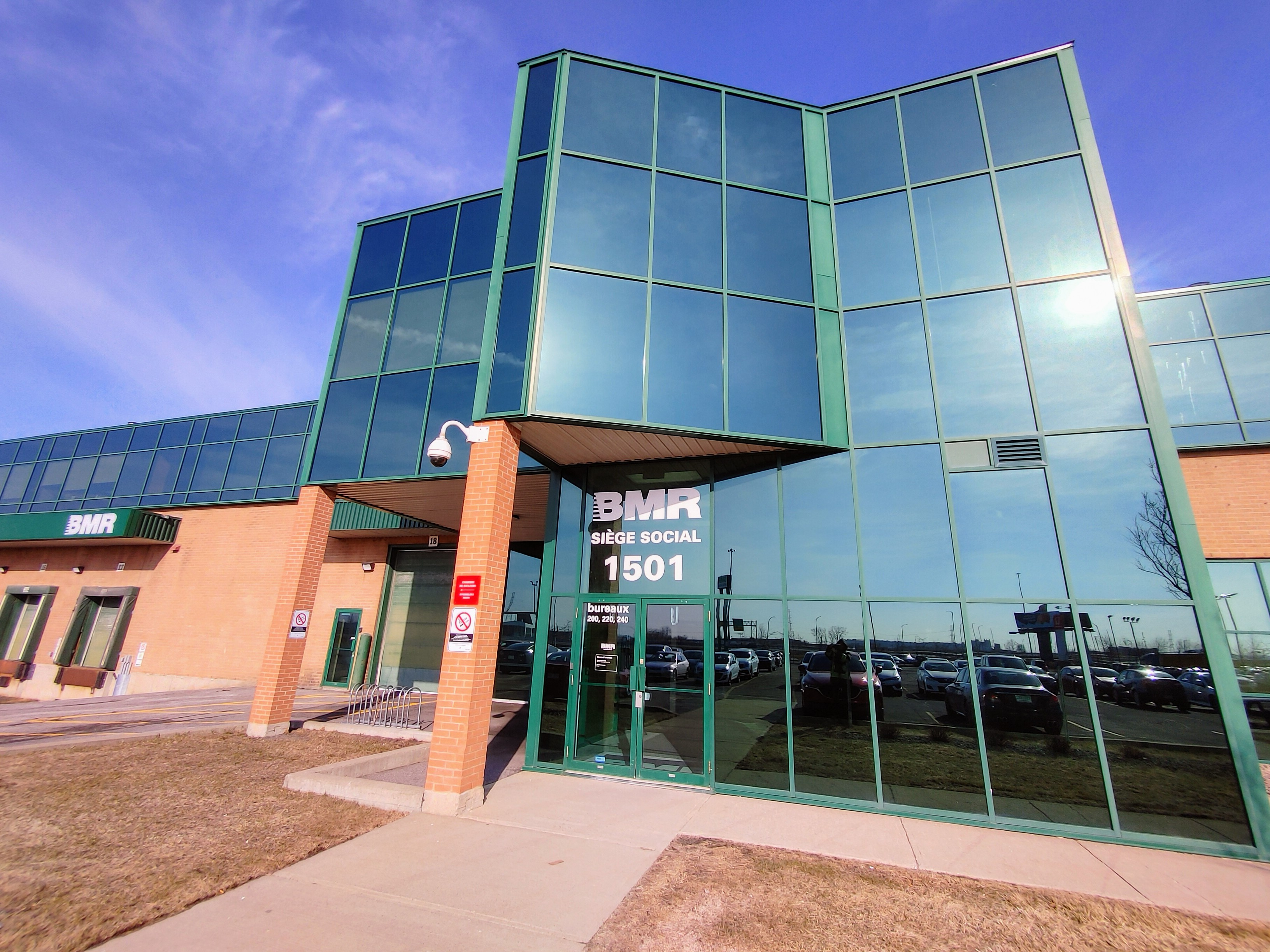
Siège social de BMR, 1501, rue Ampère, Boucherville

Fondé en 1967, Groupe BMR est, depuis 2015, une filiale de La Coop fédérée qui exploite 325 centres de rénovation et quincailleries au Québec, en Ontario, dans les provinces maritimes et aux îles Saint-Pierre-et-Miquelon. Les ventes au détail des membres de Groupe BMR sont évaluées à plus de 1,7 milliard de dollars par année et quelque 8 000 personnes travaillent dans les magasins du groupe. Groupe BMR est le premier joueur québécois en importance dans le domaine de la rénovation et mène ses activités sous les bannières 
- BMR
- Agrizone[4]